# ゴールデン・アワー (アルバム)
『ゴールデン・アワー』は、ゴールデンボンバーのベストアルバムの総称。2010年7月21日に『〜上半期ベスト2010〜』（かみはんきベストにせんじゅう）が、2011年1月6日に『〜下半期ベスト2010〜』（しもはんきベストにせんじゅう）がZany Zapから発売された。

## ゴールデン・アワー〜上半期ベスト2010〜
- 通常盤、初回限定盤A・Bの3形態で発売。初回盤にはそれぞれ別の映像を収録したDVDが同梱される。
- 初回限定盤A・Bにはボーナストラックとして「女人气　-「女々しくて」広東風バージョン-」を収録している。

### 収録曲
全作詞・作曲：鬼龍院翔、編曲：tatsuo・鬼龍院翔
1. レッツゴーKY
2. †ザ・V系っぽい曲†
3. じれったい
4. 忙しくてよかった
5. デートプラン
6. だからバイバイ
7. あしたのショー
8. 女人气　-「女々しくて」広東風バージョン（初回限定盤A、Bのみ）
「女々しくて」のアレンジバージョン。

### DVD
初回限定盤A
1. ホームレスビジュアル系 -夜魔堕さんストリートライブ-
2. チャレンジシリーズ -人間ローションカーリング-

初回限定盤B
1. 美輪さん街角人生相談
2. だからバイバイ振り付け講座

## ゴールデン・アワー〜下半期ベスト2010〜
- 通常盤、初回限定盤A・Bの3形態で発売。初回盤にはそれぞれ別の映像を収録したDVDが付き、通常盤はCD EXTRAとして映像が収録されている。
- オリコンデイリーチャートでは1位を獲得している。ウィークリーチャートでも3位を記録し[3]、バンド初のトップ3入りとなった。

### 収録曲
全作詞・作曲：鬼龍院翔、編曲：tatsuo・鬼龍院翔
1. イヤホン
2. また君に番号を聞けなかった
9thシングル。
表記はされていないが、アルバムバージョンとして収録されている[注釈 1]。
3. 男心と秋の空
4. HEN
5. 腐男子
6. 君といつまでも
7. Reue(ロイエ)[新録]
自主制作盤「恋愛宗教論」収録曲「Reue(ロイエ)」を新録し収録。

### DVD
初回限定盤A
1. 密着ドキュメント！ゴールデンボンバー ワンマンライブの光と影

初回限定盤B
1. ゴールデンボンバー フライング・ギグ -これが本物のエアーライブだ-

### CD EXTRA
通常盤
1. 2010秘蔵ガラクタ映像